# فيرتشايلد 45-80
فيرتشايلد 45-80 (بالإنجليزية: Fairchild 45-80)‏ هي طائرة نقل ومنافع، أحادية السطح، بمحركين. أنتجت في كندا. من صناعة فيرتشايلد للطائرات المحدودة. كان أول طيران لها في 24 أغسطس 1937.